# HD 111031
HD 111031 es una estrella de magnitud aparente +6,87.
Está encuadrada en la constelación de Corvus, el cuervo, visualmente 2º50' al suroeste de ψ Virginis y 1º45' al noreste de VV Corvi.
Se encuentra a 101 años luz del sistema solar.
En 2007 se anunció el descubrimiento de un planeta alrededor de esta estrella.
HD 111031 es una enana amarilla de tipo espectral G5V con una temperatura superficial de 5801 K.
Su luminosidad supera a la del Sol aproximadamente en un 38% y también su diámetro es algo más grande que el diámetro solar, en torno a un 17%.
Su velocidad de rotación proyectada —límite inferior de la misma— es de 1,9 km/s, siendo su período de rotación de 33,0 días.
Con una masa un 12% mayor que la del Sol, parece no haber consenso en cuanto a su edad; diversos estudios señalan cifras comprendidas entre los 3800 y los 6700 millones de años.
HD 111031 presenta un índice de metalicidad más alto que al solar ([Fe/H] = +0,27).
Todos los distintos elementos evaluados son más abundantes que en nuestra estrella, destacando el sodio, cuya abundancia relativa es 2,5 veces más elevada que en el Sol ([Na/H] = +0,39).
Sin embargo, su contenido de litio es inferior al solar (logє[Li] < 0,75).

## Sistema planetario
En 2007 se anunció el descubrimiento de un planeta extrasolar en órbita alrededor de HD 111031.
Denominado HD 111031 b, emplea 16,4 años en completar una órbita. Su existencia no ha sido confirmada.
| Acompañante (En orden desde la estrella) | Masa (MJ) | Período orbital (días) | Semieje mayor (UA) | Excentricidad |
| ---------------------------------------- | --------- | ---------------------- | ------------------ | ------------- |
| HD 111031 b                              | > 2,87    | 5986                   | -                  | 0,32          |